# يزيد بن عبد الله الليثي
يزيد بن عبد الله بن قسيط بن أسامة بن عمير الليثي(32 هـ - 122 هـ)، أبو عبد الله المدني الأعرج، تابعي وأحد رواة الحديث النبوي.

## روايته للحديث النبوي
روى عن: إسحاق بن سعد بن أبي وقاص، وخارجة بن زيد بن ثابت، وداود بن عامر بن سعد بن أبي وقاص، وسعيد بن المسيب، وعبد الله بن أبي حدرد الأسلمي، وعبد الله بن عمر بن الخطاب، وعبيد بن جريح، وعروة بن الزبير، وعطاء بن يسار، ومحمد بن أسامة بن زيد، ومحمد بن شرحبيل العبدري، ومحمد نن عبد الرحمن بن ثوبان، ومحمد بن عبد الرحمن بن نوفل، ومسلم بن السائب، وأبي بكر بن سليمان بن أبي خيثمة، وأبي بكر بن عبد الرحمن بن الحارث بن هشام، وأبي الحسن مولى بني نوفل، وأبي رافع الصائغ، وأبي سلمة بن عبد الرحمن بن عوف، وأبي هريرة.
روى عنه: أيوب بن عتبة اليمامي، والحسن بن عمران العسقلاني، وحميد بن زياد المدني، وسعيد بن عبد الرحمن بن جحش الجحشي، وعبد الله بن محمد بن أبي يحيى الأسلمي، وأبو علقمة عبد الله بن محمد الفروي، وابنه عبد الله بن يزيد، وعبيد الله بن عمر العمري، وعلي بن الحسن بن أبي الحسن البراد، وعمرو بن الحارث المصري، وابنه القاسم بن يزيد، والليث بن سعد، ومالك بن أنس، ومحمد بن إسحاق بن يسار، ومحمد بن عبد الرحمن بن أبي ذئب، ومحمد بن عجلان، ومولاه معمر بن عبد الرحمن، ومنقذ بن قيس المصري، وموسى بن عبيدة الربذي، والوليد بن كثير، ويزيد بن عبد الله بن خصيفة.

## أقوال العلماء فيه
- قال يحيى بن معين: صالح، ليس به بأس.
- وقال النسائي: ثقة.
- وقال محمد بن إسحاق: حدثني يزيد بن عبد الله بن قسيط وكان فقيها ثقة، وكان ممن يستعان به على الأعمال لأمانته وفقهه.
- ذكره ابن حبان في ثقاته.[3]
- وقال ابن شاهين: ثقة.[4]
- وقال ابن عدي: مشهور عندهم بالروايات، وقد روى عن مالك غير حديث، وهو صالح الروايات.[5]
- وقال ابن سعد في طبقاته: وكان ثقة، كثير الحديث.[6]
- وقال ابن حجر العسقلاني في التقريب: ثقة.[7]
- وقال الذهبي: محتج به في الصحاح.[8]